# 德國電影博物館

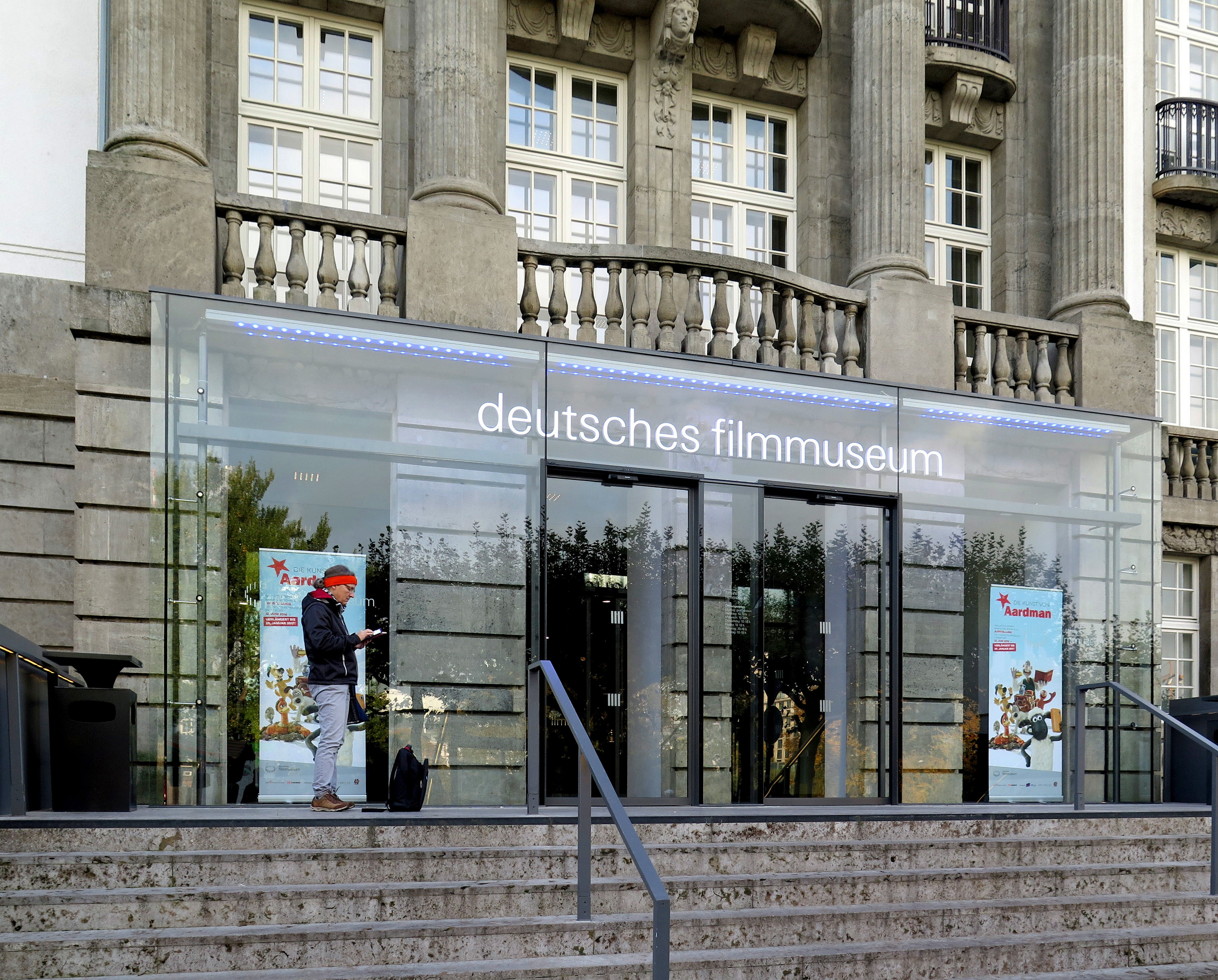
2016年的德国电影博物馆

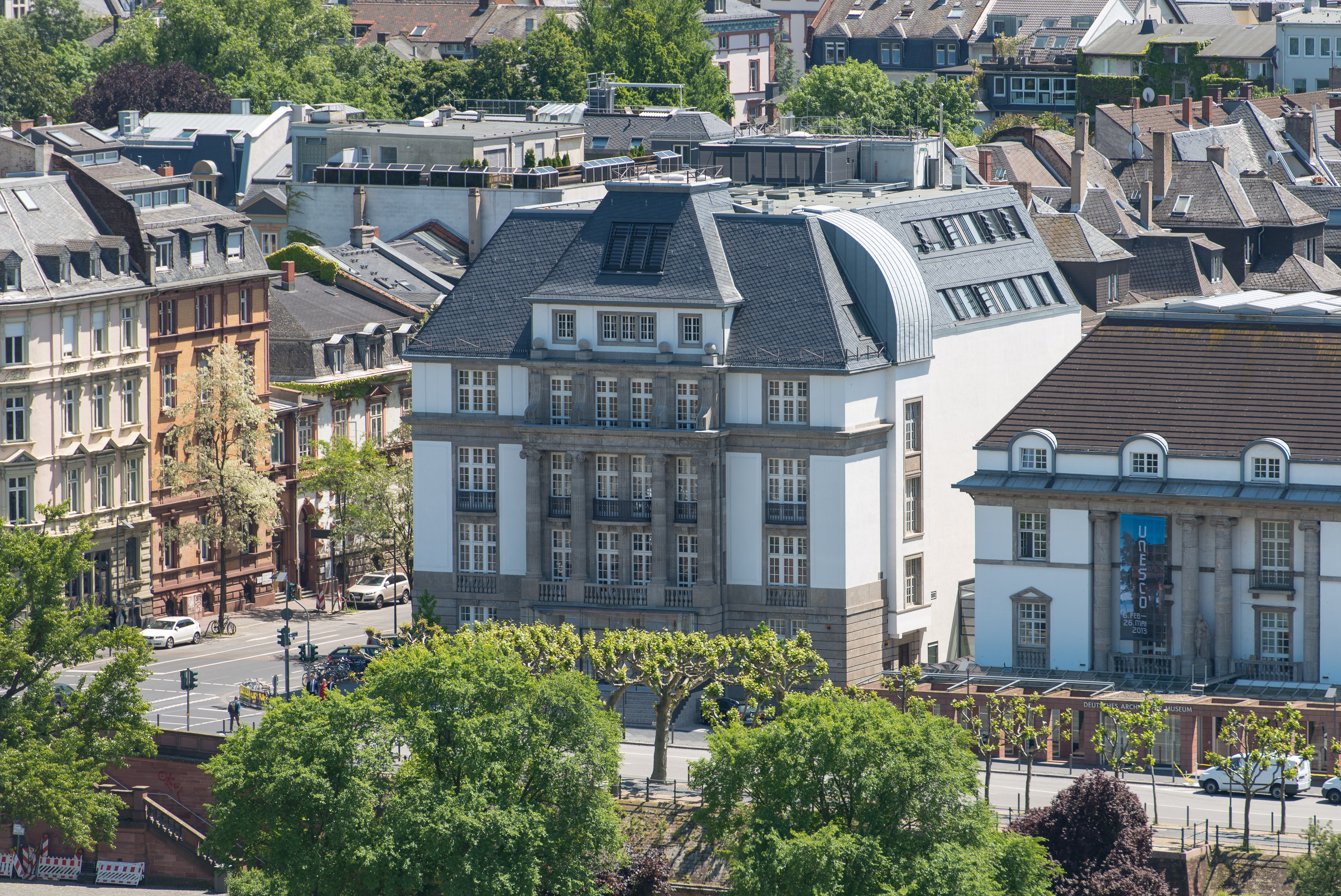
Schaumainkai的正面，右边是德国建筑博物馆（2013年拍摄）。

德国电影博物馆（德語：Deutsches Filmmuseum）位于美因河畔法兰克福的法兰克福博物馆岸，是德国七个电影博物馆之一。它位于一座历史悠久的别墅内，是一座名录建筑。

## 历史

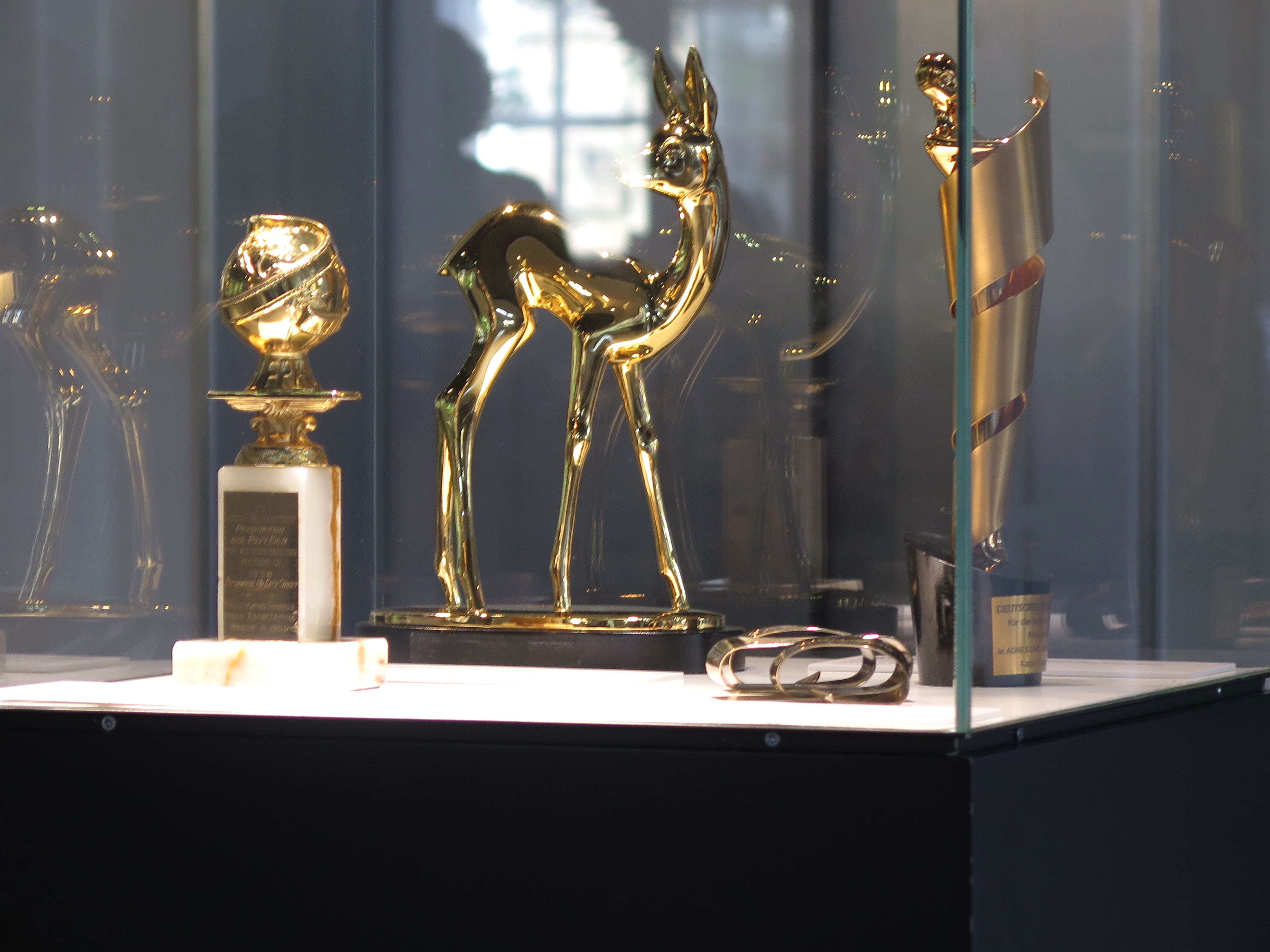
博物馆内的奖项展示：金球奖、斑比、电影丝带、罗拉

德国电影博物馆于1984年开放。它延续了法兰克福市市政电影院的传统，该影院设在现已拆除的罗默堡法兰克福历史博物馆内。历史别墅的改造是根据建筑师希尔格·布菲内格的计划进行的，室内设计由柏林舞台设计师简·施鲁巴奇构思。
2006年3月，德国电影博物馆与德国电影学院合并。 合并后，克劳迪娅·迪尔曼也作为馆长领导该博物馆。她于2017年9月中旬离职并提前退休。2018年1月1日，由艾伦·哈灵顿接任。
2009年至2011年，根据建筑公司Blocher Partners的计划，博物馆进行了全面重建。2011年8月12日，新设计的永久性展览馆重新开放。

## 程序
德国电影博物馆致力于电影这一媒介，它通过展览和博物馆自己的电影院以各种方式展示电影的历史和现状、美学和影响。该博物馆为参观者提供了一个对移动图像进行深入研究的非凡场所。电影的起源、发展和未来是这个长期展览的主题，它甚至从1895年电影 "发明 "之前开始，并追溯其发展。它还能让参观者了解电影观看和讲故事的方式--电影图像达到导演预期效果的手段。特别展览是对该计划的补充：它们致力于杰出电影人的工作，并研究电影的主题方面。
展览还包括一个小型电影院，在那里放映简短的纪录片。此外，德国电影博物馆还设有公共电影院，该博物馆成立于1971年，是最早的同类机构之一。这个市级电影院放映具有历史意义的电影，以及实验性电影和关于导演、演员以及国家的系列电影。此外，还提供讲座和讨论。放映无声电影时，由博物馆自己于1928年生产的剧院管风琴品牌Wurlitzer Theatre Pipe Organ现场伴奏。自2013年以来，这架风琴被拆除并放入仓库，因此不再可以演奏。自1971年电影院成立以来，无数的电影人在这里做客，包括费德里科·费里尼、朱列塔·玛西纳、埃里克·侯麦、维姆·文德斯、伊莎贝尔·于佩尔、安东尼·奎恩和杰拉尔丁·卓别林等名人。
电影拷贝、文件、摄影和写生被系统地记录并归档在档案馆。与档案馆一样，德国电影博物馆的图书馆也向公众开放，其中有大约8万册关于电影的书籍。